# 文灶站
文灶站位于厦门市思明区文园路与厦禾路交叉口附近，为厦门快速公交一，二，三号线的高架侧式车站，于2019年6月30日启用。该站在规划的时候称作“文塔站”，启用后改现名，原文灶站改称金榜公园站。可与厦门地铁1号线文灶站换乘。